# 이가라시 히로유키
HIRO (본명: 五十嵐広行 이가라시 히로유키, Igarashi Hiroyuki, 1969년 6월 1일 ~ )는 일본의 그룹 EXILE의 리더 이자 최연장자 이자, 일본의 가수 소속사 LDH의 사장이다. 히로시마 출생으로 가나가와 현 요코하마에서 자랐다.

## 내역
- 퍼포머 겸 리더로, 소속 사무소인 LDH의 사장
- 전ZOO의 멤버. ZOO 해체 후의 1996년에는 LUV DELUXE를 결성했지만 곧 해산. 1995년, 1996년에는 DREAMS COME TRUE 콘서트 투어에 백 댄서로 참가했다.
- 바비브라운에게 댄스를 인정받아 백 댄서로 춤춘일도 있다. 또, 데뷔 전의 고다 구미의 댄스강사이기도 했다.
- 2005년 7월, 자신의 경력을 쓴 DVD를 발매했다 (〈HIRO ZOO→JSB→EXILE〉)
- 2012년 9월14일 우에토 아야와 결혼했다고 발표했다.